# Citocromo P450
La famiglia del citocromo P450 (abbreviata come CYP, P450 e, molto frequentemente, CYP450) è una superfamiglia enzimatica di emoproteine presente in tutti i domini dei viventi, appartenente alla sottoclasse enzimatica delle ossidasi a funzione mista (o monoossigenasi). Al 2018 erano note più di 300 000 distinte proteine di tipo CYP.
I citocromi P450 sono i maggiori attori coinvolti nella detossificazione dell'organismo, essendo in grado di agire su un gran numero di differenti substrati, sia esogeni (farmaci e tossine di origine esterna) sia endogeni (prodotti di scarto dell'organismo). Spesso prendono parte a complessi con funzione di catena di trasporto di elettroni, noti come sistemi contenenti P450.
Le reazioni catalizzate dalle isoforme del citocromo P450 sono svariate. La più comune è una classica reazione da monossigenasi: il trasferimento di un atomo di ossigeno dall'ossigeno molecolare a un substrato organico, con riduzione del secondo atomo di ossigeno ad acqua:
RH + O2 + 2H+ + 2e– → ROH + H2O
Esempi di reazioni catalizzate dal citocromo P450 sono l'ossidrilazione di composti alifatici o aromatici, la formazione di epossidi e l'ossidazione di alcoli. Gli elettroni necessari alla reazione possono essere forniti dal NADP(H) o dal NADH attraverso altri attori proteici come la ferredossina, il citocromo b5 o la NADPH-emoproteina reduttasi, contenente FAD e FMN come gruppi prostetici. Oltre alle reazioni di eliminazione di composti esogeni, il citocromo P450 è coinvolto nella biosintesi del colesterolo e nella steroidrogenesi degli ormoni steroidei.
Il citocromo P450 deriva il suo nome dal caratteristico picco di Soret di assorbimento massimo a una lunghezza d'onda di 450 nm, quando il ferro del gruppo eme si trova nello stato ridotto Fe2+ e legato al monossido di carbonio.
A livello cellulare, negli eucarioti gli enzimi della famiglia si ritrovano principalmente legati alle membrane del reticolo endoplasmatico liscio e alla membrana mitocondriale interna tramite la regione N-terminale idrofobica, in particolare nella frazione microsomiale delle cellule epatiche.

## Nomenclatura
I singoli enzimi componenti la famiglia del citocromo P450 sono identificati attraverso la sigla comune "CYP" seguita da un numero arabo indicante la famiglia (> 40% di omologia di sequenza), una lettera in maiuscolo che definisce la sottofamiglia (> 55% di omologia di sequenza) e un secondo numero arabo che specifica il singolo gene (es. CYP1A1). Convenzionalmente, i geni corrispondenti agli enzimi sono indicati con il medesimo nome, ma con caratteri scritti in corsivo; ad esempio il gene CYP2e1 codifica per l'enzima CYP2E1.

## Meccanismo di reazione
Il centro catalitico di reazione del citocromo P450 è il centro eme-tiolato, altamente conservato in tutte le isoforme conosciute, contenente un gruppo eme in cui un atomo di ferro è legato non covalentemente allo zolfo di un residuo cisteinico. Tale cisteina e diversi residui adiacenti sono altamente conservati nei CYP conosciuti e presentano la seguente sequenza consenso [FW] - [SGNH] - x - [GD] - {F} - [RKHPT] - {P} - C - [LIVMFAP] - [GAD]. Il meccanismo di azione del citocromo è differente a seconda del tipo di reazione catalizzata, ma può essere schematicamente riassunto in sei fasi:
1. legame del substrato al citocromo P450;
2. riduzione dell'atomo di ferro del gruppo eme con elettroni forniti da NADH o NADP(H);
3. legame dell'ossigeno molecolare al citocromo;
4. trasferimento di un secondo elettrone;
5. formazione di una molecola d'acqua;
6. catalisi della specifica reazione.

Il substrato si lega al sito attivo dell'enzima, nelle vicinanza del gruppo eme, sul lato opposto della catena peptidica. Il substrato legato induce un cambiamento nella conformazione del sito attivo, spesso eliminando una molecola d'acqua dalla posizione di coordinazione distale assiale del ferro, e talvolta cambiando lo stato del ferro eme da fondamentale a eccitato. Questo causa un cambiamento nelle proprietà spettrali dell'enzima, con un aumento dell'assorbanza a 390 nm e una diminuzione a 420 nm. Tale variazione può essere misurata dalla spettrometria differenziale e ci si riferisce a questa variazione come spettro di differenza di "Tipo I". Alcuni substrati provocano un cambiamento opposto nelle proprietà spettrali, uno spettro "anti Tipo I", con processi che non sono ancora molto chiari. Inibitori e particolari substrati che legano direttamente il ferro del gruppo eme, portano a uno spettro di "Tipo II", con un massimo a 420 nm e un minimo a 390 nm. Se non ci sono equivalenti riducenti a disposizione, questo complesso può rimanere stabile, permettendo di stabilire il grado di legame da misure di assorbanza "in vitro".

## Isoforme nell'uomo
Nell'uomo sono state sinora identificati più di 63 geni codificanti per isoforme del citocromo P450, di cui 57 geni completi e 5 pseudogeni, divisi in 18 famiglie e 43 sottofamiglie, espressi nel fegato e in altri tessuti come il tratto gastrointestinale, i reni, i polmoni, la cute e il sistema nervoso centrale. Le funzioni svolte dal citocromo P450 nell'uomo sono di ossidazione ed eliminazione di sostanze endogene, come la bilirubina derivante dal metabolismo dell'emoglobina, e di sostanze esogene, come inquinanti e farmaci, ma comprendono anche la regolazione dei livelli di concentrazione degli ormoni steroidei, come gli estrogeni e il testosterone, la biosintesi del colesterolo e il metabolismo della vitamina D. Un'ulteriore funzione svolta dal citocromo P450 a livello della barriera ematoencefalica è l'autoregolazione vascolare. Nella grande maggioranza dei casi una singola isoforma di citocromo P450 può presentare specificità multiple e catalizzare l'ossidazione di più substrati diversi, anche con differenti tipi di reazioni.

### Metabolismo dei farmaci

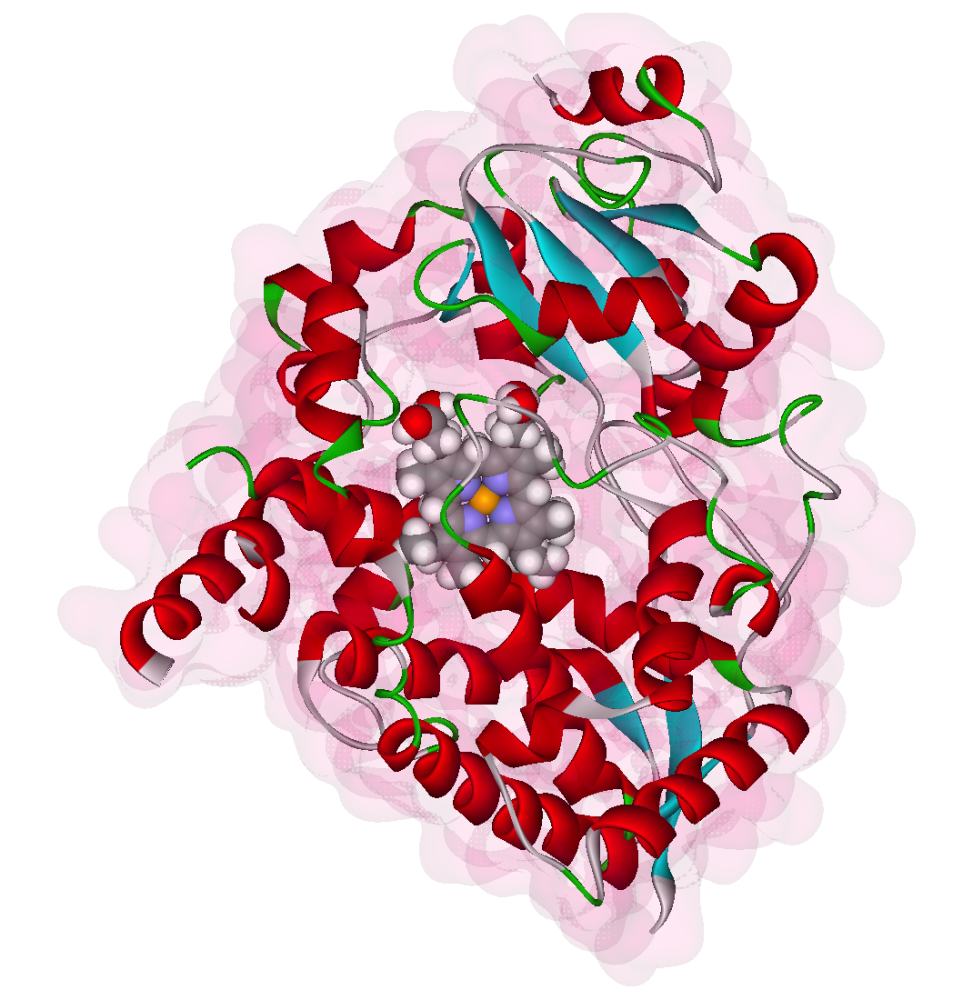
Rappresentazione della taurochenodeossicolato 6alfa-idrossilasi, o CYP3A4, l'enzima maggiormente coinvolto nella degradazione dei farmaci

La famiglia del citocromo P450 rappresenta il principale meccanismo di detossificazione dell'organismo per i farmaci, ed è una delle cause alla base della variabilità del rapporto dose/risposta in soggetti differenti che assumono lo stesso farmaco. Il differente range di risposta può infatti derivare, oltre che da fattori fisiologici come l'età, il sesso e lo stato di salute dell'individuo, da una differente velocità di metabolizzazione del principio attivo, derivante a sua volta da un polimorfismo genetico nel citocromo P450. Un più lento smaltimento della molecola farmacologicamente attiva può portare a una sua eccessiva permanenza nell'organismo, e quindi al manifestarsi di effetti collaterali dovuti al sovradosaggio, mentre un'eccessiva attività del citocromo aumenta la velocità di smaltimento del farmaco e può portare a una diminuzione del suo effetto o anche alla mancanza di effetti clinici. Lo studio genetico ha portato all'individuazione di almeno tre classi fenotipiche distinte associate a polimorfismi genetici nella famiglia del citocromo P450, ovvero i metabolizzatori lenti (PM), i metabolizzatori rapidi (EM) e i metabolizzatori ultrarapidi (UR), individuabili mediante test di fenotipizzazione o tipizzazione genetica, a seconda delle quali va calibrata la terapia farmacologica da adottare.
Di tutte le isoforme enzimatiche di citocromo P450 finora individuate, solo una piccola porzione comprendente gli enzimi CYP3A4, CYP2D6, CYP2C9, CYP1A2 e CYP2E1 agisce nel metabolismo dei farmaci; fra queste l'isoforma più attiva è il CYP3A4, che costituisce circa il 30% dei citocromi P450 espressi nel fegato ed è responsabile del metabolismo del 50% dei farmaci attualmente esistenti. Nella fase I dell'eliminazione di composti xenobiotici da parte dell'organismo, i substrati della reazione sono rappresentati principalmente da molecole lipofile in cui l'attacco di ossigeno aumenta l'idrofilicità e favorisce l'azione dei successivi enzimi detossificanti e il conseguente smaltimento.

### Interazioni tra farmaci
Molti farmaci possono avere un effetto induttivo o inibitore dell'attività di una o più isoforme di citocromo P450, e questi fenomeni sono alla base, nella maggior parte dei casi, degli effetti compromettenti sull'azione terapeutica e degli effetti di tossicità derivanti dall'assunzione contemporanea di differenti principi attivi. Un effetto di inibizione dovuto a interazioni fra due farmaci si manifesta quando entrambi sono substrati di una stessa isoforma di citocromo P450; in questo caso, il farmaco che presenta una minore affinità di legame sarà smaltito in un tempo superiore rispetto al caso in cui sia assunto singolarmente, provocando un effetto di sovradosaggio e quindi il manifestarsi di effetti collaterali tossici. Allo stesso modo, un farmaco può essere in grado di indurre, nel tempo, un aumento nella concentrazione e nell'attività di una o più isoforme di citocromo P450, diminuendo quindi il tempo di permanenza nell'organismo dei farmaci che ne sono substrati, e di conseguenza la loro azione terapeutica. L'effetto induttivo si manifesta più lentamente rispetto all'inibizione, in quanto agisce a livello di trascrizione genica e necessita quindi di maggior tempo per evidenziarsi.
Altre interazioni più frequenti si verificano fra farmaci e alimenti che agiscono sul citocromo P450: succo di pompelmo, tè verde.

### Famiglie presenti nell'uomo
Elenco delle 18 famiglie e 43 sottofamiglie presenti nell'uomo codificate da 63 geni, 57 completi e 5 pseudogeni:
| Famiglia | Funzione                                                               | Membri                                 | Geni | Pseudogeni                              |
| CYP1     | metabolizzazione farmaci e steroidi (specialmente estrogeni)           | 3 subfamiglie, 3 geni, 1 pseudogene    | CYP1A1, CYP1A2, CYP1B1 | CYP1D1P                                 |
| CYP2     | metabolizzazione farmaci e steroidi                                    | 13 subfamiglie, 16 geni, 16 pseudogeni | CYP2A6, CYP2A7, CYP2A13, CYP2B6, CYP2C8, CYP2C9, CYP2C18, CYP2C19, CYP2D6, CYP2E1, CYP2F1, CYP2J2, CYP2R1, CYP2S1, CYP2U1, CYP2W1   | lista molto estesa                      |
| CYP3     | metabolizzazione farmaci e steroidi (incluso il testosterone)          | 1 subfamiglia, 4 geni, 4 pseudogeni    | CYP3A4, CYP3A5, CYP3A7, CYP3A43 | CYP3A51P, CYP3A52P, CYP3A54P, CYP3A137P |
| CYP4     | metabolismo dell'acido arachidonico o acidi grassi                     | 6 subfamiglie, 12 geni, 10 pseudogeni  | CYP4A11, CYP4A22, CYP4B1, CYP4F2, CYP4F3, CYP4F8, CYP4F11, CYP4F12, CYP4F22, CYP4V2, CYP4X1, CYP4Z1                                 | lista molto estesa                      |
| CYP5     | trombossano-A2 sintasi                                                 | 1 subfamiglia, 1 gene                  | CYP5A1 |                                         |
| CYP7     | biosintesi degli acidi biliari 7-alfa idrossilasi del nucleo steroideo | 2 subfamiglie, 2 geni                  | CYP7A1, CYP7B1 |                                         |
| CYP8     | variegata                                                              | 2 subfamiglie, 2 geni                  | CYP8A1 (prostaciclina sintasi), CYP8B1 (biosintesi degli acidi biliari)                                                             |                                         |
| CYP11    | biosintesi steroidi                                                    | 2 subfamiglie, 3 geni                  | CYP11A1, CYP11B1, CYP11B2 |                                         |
| CYP17    | biosintesi steroidi, 17-alfa idrossilasi                               | 1 subfamiglia, 1 gene                  | CYP17A1 |                                         |
| CYP19    | biosintesi steroidi: l'aromatasi sintetizza gli estrogeni              | 1 subfamiglia, 1 gene                  | CYP19A1 |                                         |
| CYP20    | sconosciuta                                                            | 1 subfamiglia, 1 gene                  | CYP20A1 |                                         |
| CYP21    | biosintesi steroidi                                                    | 1 subfamiglie, 1 gene, 1 pseudogene    | CYP21A2 | CYP21A1P                                |
| CYP24    | degradazione vitamina D                                                | 1 subfamiglia, 1 gene                  | CYP24A1 |                                         |
| CYP26    | idrossilasi acido retinoico                                            | 3 subfamiglie, 3 geni                  | CYP26A1, CYP26B1, CYP26C1 |                                         |
| CYP27    | variegata                                                              | 3 subfamiglie, 3 geni                  | CYP27A1 (biosintesi acidi biliali), CYP27B1 (idrolisi vitamina D3 1-alpha, attivazione vitamina D3), CYP27C1 (funzione sconosciuta) |                                         |
| CYP39    | idrossilazione 7-alpha del 24-idrossicolesterolo                       | 1 subfamiglia, 1 gene                  | CYP39A1 |                                         |
| CYP46    | colesterolo 24-idrossilasi                                             | 1 subfamiglia, 1 gene, 1 pseudogene    | CYP46A1 | CYP46A4P                                |
| CYP51    | biosintesi colesterolo                                                 | 1 subfamiglia, 1 gene, 3 pseudogeni    | CYP51A1 (dimetilase lanosterolo 14-alpha)                                                                                           | CYP51P1, CYP51P2, CYP51P3               |

## P450 negli animali
Lo studio e la caratterizzazione biochimica delle isoforme di citocromo P450 negli animali sono mirati principalmente a definire il loro tipo di risposta metabolica agli stress da xenobiotici, in modo da poterli utilizzare come organismi modello nelle sperimentazioni di nuovi farmaci e nella ecotossicologia. Gli animali più studiati a questo fine sono i topi, i ratti e i cani per le sperimentazioni farmacologiche e varie specie di pesci di fiume e di mare per quel che riguarda l'aspetto ecotossicologico. Molti studi sono stati condotti anche sugli insetti, poiché il citocromo P450 risulta coinvolto in molti casi di resistenza agli insetticidi.

### Utilizzo come biomarcatore
Le caratteristiche di substrato specificità e inducibilità dei citocromi P450, ovvero la loro espressione solo in presenza di un determinato substrato, rendono gli enzimi appartenenti a questa famiglia dei buoni indicatori della presenza di inquinanti xenobiotici nell'ambiente, e ne consentono quindi l'utilizzo come biomarcatori. Le isoforme più utilizzate nella rivelazione di inquinanti delle acque sono quelle appartenenti alla famiglia CYP1 nel fegato dei pesci, che risultano indotte dalle classi più diffuse di contaminanti, come gli idrocarburi policiclici aromatici (IPA), gli idrocarburi poliaromatici nitrati (NPAH), i policlorobifenili (PCB), le diossine (TCDD) e alcuni fitofarmaci. L'utilizzo del citocromo P450 come biomarcatore presenta il vantaggio di poter abbassare il limite di concentrazione di inquinante rilevabile rispetto alle tecniche analitiche tradizionali, e consente inoltre di ottenere una risposta integrata nel tempo e nello spazio dell'esposizione dell'organismo bioindicatore al contaminante. Poiché l'effetto del contaminante può essere individuato anche in dosi subletali, prima della comparsa di danni irrimediabili agli organismi e all'ecosistema, la variazione dei livelli di citocromo P450 può rappresentare un primo campanello d'allarme di una necessità di intervento di risanamento del sito esaminato.
L'induzione del citocromo P450 può essere determinata indirettamente attraverso saggi di attività di altri enzimi appartenenti al sistema delle monoossigenasi a funzione mista, e il più utilizzato a questo fine nei pesci è la 7-etossiresorufina-O-dietilasi (EROD), che catalizza l'idrolisi dell'etossiresorufina a 7-idrossiresorufina, un composto la cui fluorescenza è rilevabile attraverso analisi spettrofluorimetriche di fluorimetria. La metodica di rilevamento fluorimetrica è accettata come standard ISO per la valutazione dell'inquinamento delle acque da TCDD, PAH e PCB, ma è anche possibile rilevare direttamente il citocromo P450 mediante test immunologici come l'ELISA utilizzando anticorpi specifici per l'isoforma CYP1A.